# مايك مورا
مايك مورا (1 أكتوبر 1989 بغرونوبل في فرنسا - ) هو لاعب كرة قدم برتغالي في مركز الدفاع. لعب مع AD Fafe ‏ ونادي تشافيس ونادي سانتا كلارا.

## وصلات خارجية
- مايك مورا على موقع قاعدة بيانات كرة القدم.إي يو (الإنجليزية)
- مايك مورا على موقع Soccerway.com (الإنجليزية)